# Anio

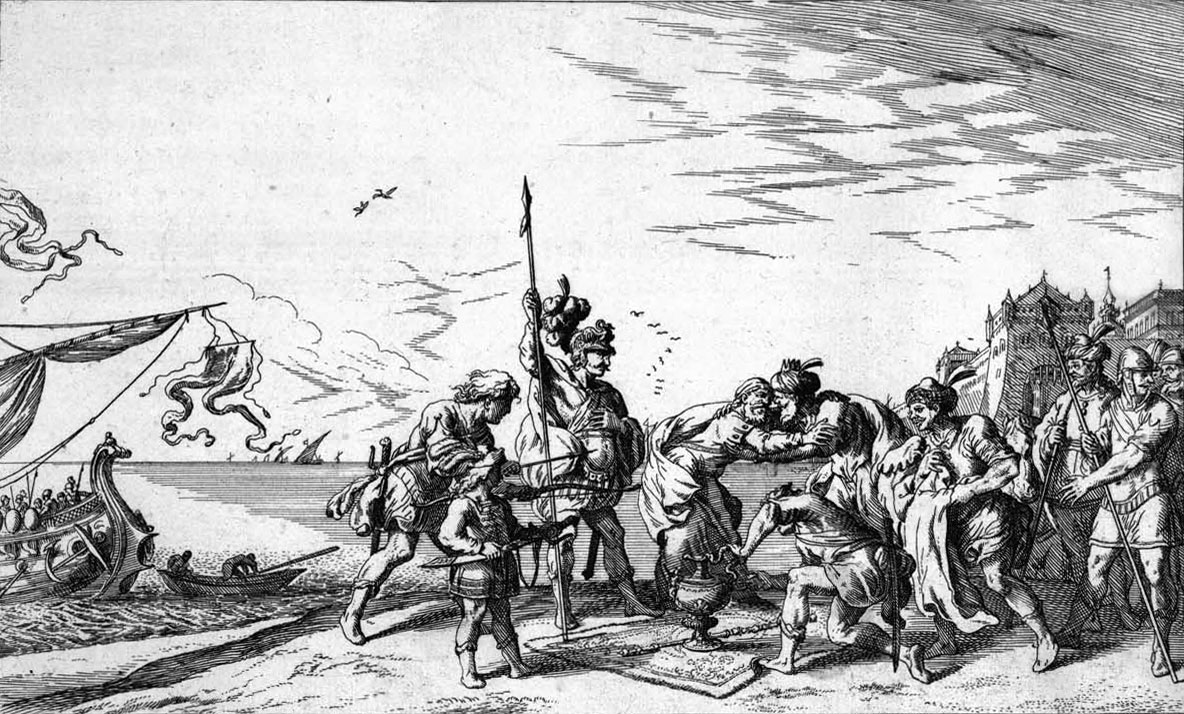
Grabado de Johann Wilhelm Baur (1607 - 1640) para una edición de la obra de Ovidio Las metamorfosis: Eneas se reúne con Anio. 1659.

En la mitología griega, Anio o Anión (en griego Ἄνιος) era rey de Delos y sacerdote de Apolo. Era hijo de Apolo y Reo, hija de Estáfilo, hijo de Dioniso. Otros, en cambio, dicen que Anio era hijo de Zárex y Reo públicamente, pero que en realidad Apolo había sido su padre. Zárax era hijo de Petreo, a su vez hijo de Caristo.
Cuando el padre de Reo supo que su hija estaba encinta, no creyendo que fuera por obra de Apolo sino por un vulgar mortal, encerró a su hija en un cofre que abandonó en el mar a la deriva. El cofre llegó a la isla de Delos y allí Reo dio a luz a Anio y posteriormente lo depositó en el altar de Apolo a la vez que suplicó al dios que lo salvara si era hijo suyo. Por ello, Apolo se ocupó de su educación y le concedió el don de la profecía. Después, Anio llegó a ser soberano de Delos. 
Con Doripe, Anio tuvo a las tres Enotropeas o «Viñadoras»: a Elaide, Elais o Eleda (olivo), a Eno (vino) y a Espermo (semilla). Dioniso había concedido a estas tres doncellas la facultad de producir todo el aceite, el vino y el trigo que quisieran. Por esta razón durante la guerra de Troya, los griegos acudieron a ellas para avituallar a su ejército. Las llamadas viñadoras fueron por su propia voluntad, pero después cansadas decidieron huir. Mientras los griegos las perseguían, pidieron ayuda a Dioniso, y él las transformó en palomas.
Anio también tuvo hijos varones. Andro fue epónimo de Andros en tanto que Micono lo fue de Miconos. El otro hijo, Taso o Tasio, fue devorado por perros y desde entonces se prohíben tener perros en Delos.
Eneas, Anquises, Ascanio y otros refugiados, huyendo de Troya, viajaron a Antandro, luego a Tracia y finalmente llegaron a Delos, donde se encontraron con Anio y sus hijas, las Viticultoras.